# تسکتسن
تسکتسن (به لهستانی:  Cekcyn) یک روستا در لهستان است که در گمینا تسکتسن واقع شده‌است. تسکتسن ۱٬۷۱۰ نفر جمعیت دارد.